# Vysílač Krašov

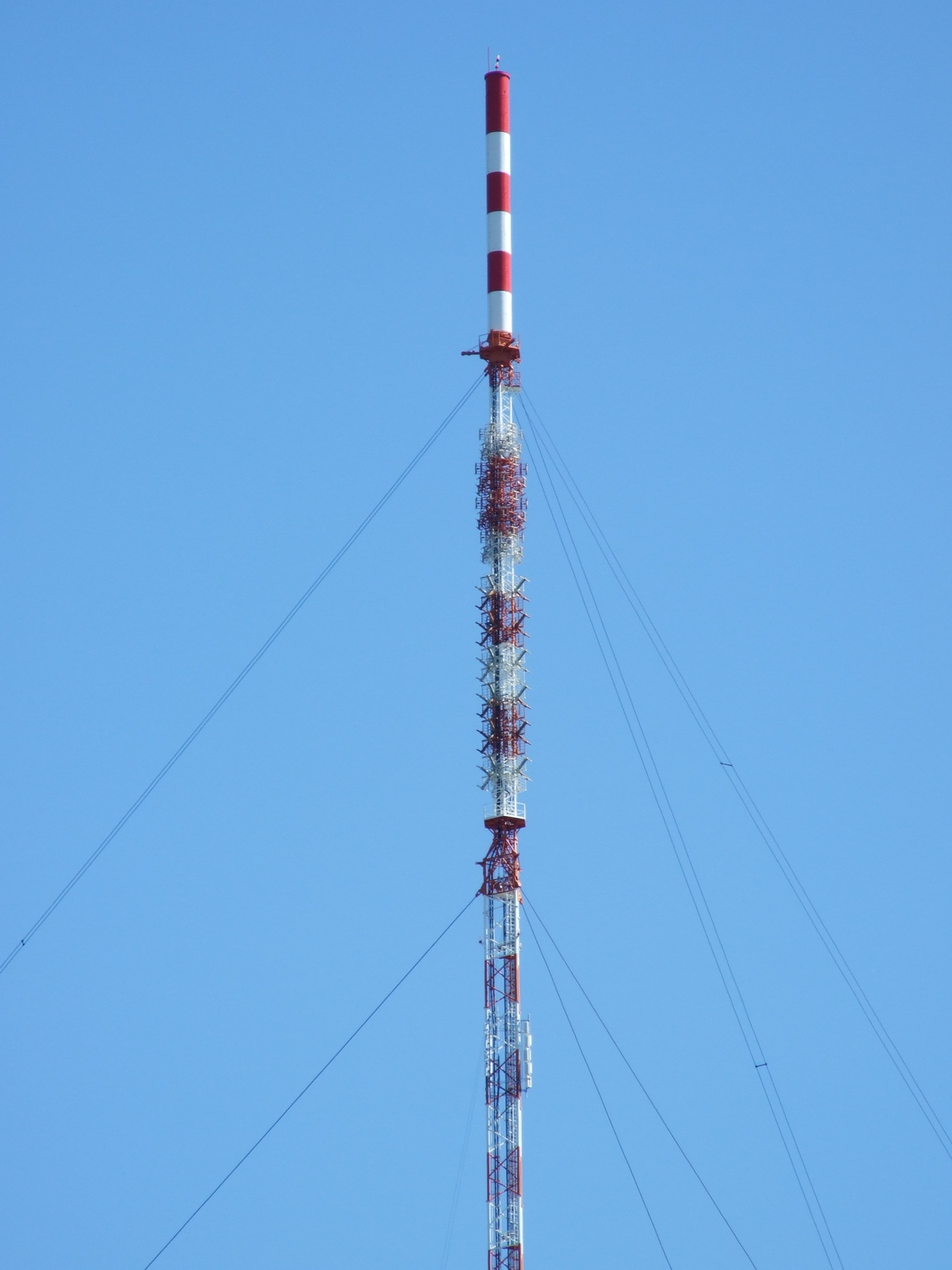
Anténní systém

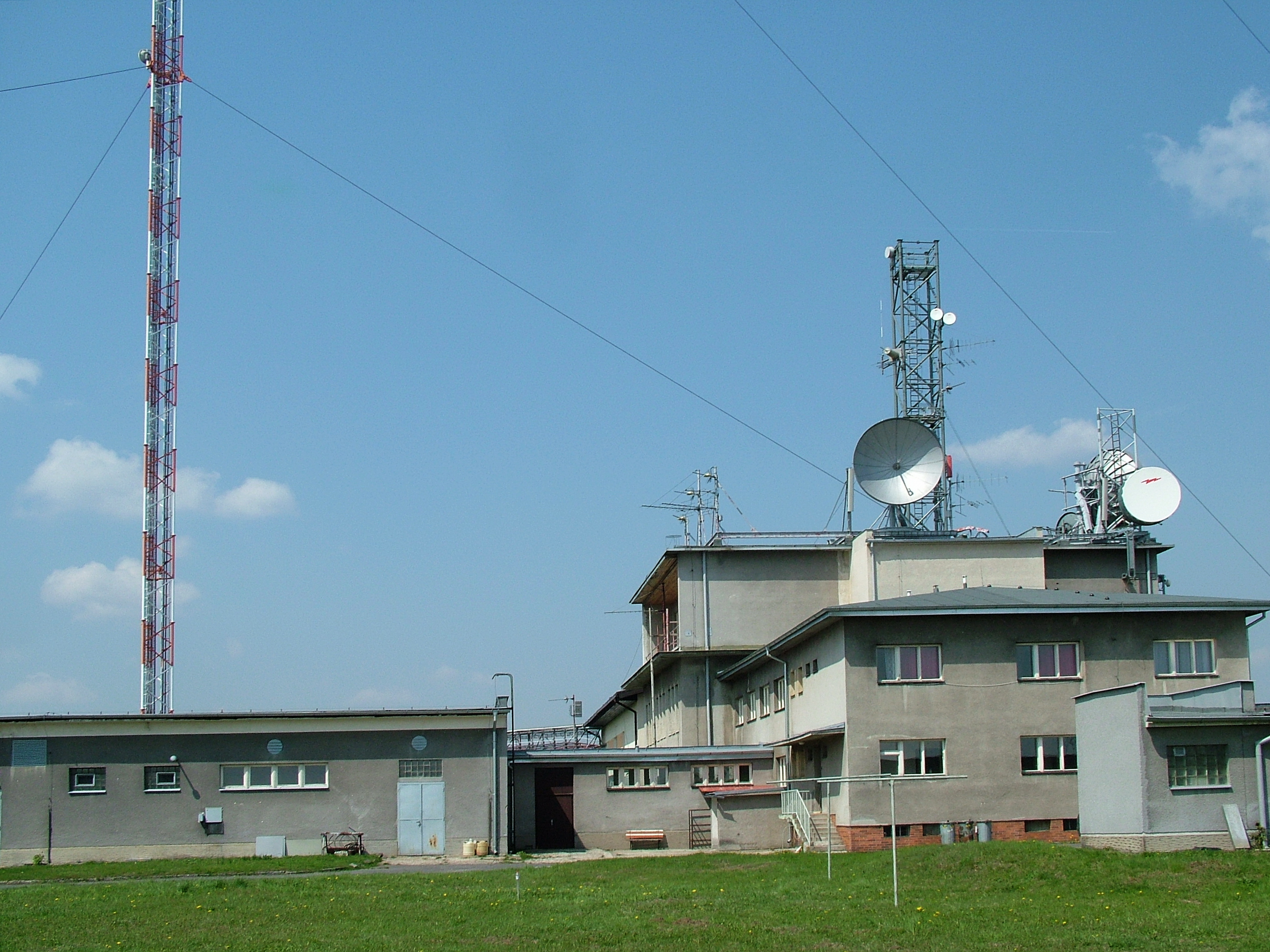
Budovy vysílače, květen 2006

Vysílač Krašov se nachází v Plzeňském kraji v obci Bezvěrov mezi vesnicemi Bezvěrov a Krašov, asi 35 km severozápadně od Plzně.
Kotvený stožár vysílače Krašov měří 347,5 m (původní stožár měřil 305 m, v roce 1974 pak dosáhl výšky 312,5 m).
Stavba vysílače probíhala v letech 1958 až 1960. Dne 25. srpna 1968 vysílač vážně poškodila výbušninami i střelnými zbraněmi sovětská okupační armáda. Škoda na vysílači činila přibližně 75 milionů Kčs, což byla nejvyšší škoda, způsobená jednou akcí sovětských vojsk v roce 1968. Následkem silného větru, koroze a silných mrazů došlo počátkem noci z 1. na 2. ledna 1979 k přetržení kotevního lana a následné havárii anténního nosiče a stožár musel být odstřelen. Po odstřelu zbylo z vysílače padesátimetrové torzo. Po odstřelení vysílače byli obyvatelé západních Čech bez televizního signálu. Výstavba nového stožáru probíhala v letech 1979 až 1981.
Tento vysílač je po vysílači Liblice B u Českého Brodu druhou nejvyšší stavbou v Česku, jeho dvojče vysílač Kojál je o 7,5 metrů nižší.

## Vysílání
V současné době lze z vysílače přijímat:

### Televize
Přehled televizních multiplexů vysílaných z Krašova:
|        | Multiplex    | Kanál | Kmitočet | Výkon (ERP) | Polarizace   | Spuštěno                         |
| ------ | ------------ | ----- | -------- | ----------- | ------------ | -------------------------------- |
| DVB-T2 | Multiplex 21 | 26    | 514 MHz  | 100 kW      | horizontální | 29. března 2018 / 4. února 2020* |
| DVB-T2 | Multiplex 22 | 34    | 578 MHz  | 100 kW      | horizontální | 2. března 2020                   |
| DVB-T2 | Multiplex 23 | 31    | 554 MHz  | 100 kW      | horizontální | 5. srpna 2020                    |

*Multiplex 21 vysílal od 29. března 2018 do 4. února 2020 jako přechodová síť 11, poté došlo pouze k formální změně názvu bez změny parametrů.

### Rozhlas
|    | Stanice   | Kmitočet        | Výkon (ERP) | Polarizace   |
| -- | --------- | --------------- | ----------- | ------------ |
| FM | 89,1 MHz  | ČRo Radiožurnál | 89 kW       | horizontální |
| FM | 91,4 MHz  | Rádio Impuls    | 72 kW       | horizontální |
| FM | 95,6 MHz  | ČRo Vltava      | 89 kW       | horizontální |
| FM | 101,7 MHz | ČRo Dvojka      | 89 kW       | horizontální |
| FM | 104,1 MHz | Frekvence 1     | 68 kW       | horizontální |

## Ukončené vysílání

### Analogová televize
Přechod z analogového vysílání na digitální probíhal od 30. října 2008 do 30. září 2009.
| Vypnuto        | Stanice | Kanál | Kmitočet   | Výkon (ERP) | Polarizace   |
| -------------- | ------- | ----- | ---------- | ----------- | ------------ |
| 30. září 2009  | TV Nova | 10    | 210,25 MHz | 105 kW      | horizontální |
| 30. září 2009  | ČT1     | 31    | 551,25 MHz | 427 kW      | horizontální |
| 30. října 2008 | ČT2     | 48    | 687,25 MHz | 427 kW      | horizontální |

### Digitální televize DVB-T
Vypínání DVB-T a přechod na DVB-T2 probíhal od února do srpna 2020.
| Vypnuto        |        | Multiplex         | Kanál | Kmitočet | Výkon (ERP) | Polarizace   | Spuštěno          |
| -------------- | ------ | ----------------- | ----- | -------- | ----------- | ------------ | ----------------- |
| 4. února 2020  | DVB-T  | Multiplex 1       | 34    | 578 MHz  | 100 kW      | horizontální | 28. července 2008 |
| 2. března 2020 | DVB-T  | Multiplex 2       | 48    | 690 MHz  | 100 kW      | horizontální | 31. října 2008    |
| 2. března 2020 | DVB-T2 | Přechodová síť 12 | 31    | 554 MHz  | 100 kW      | horizontální | 27. června 2017   |
| 4. srpna 2020  | DVB-T  | Multiplex 3       | 52    | 722 MHz  | 100 kW      | horizontální | 15. prosince 2008 |

## Sluneční hodiny
V úterý 20. března 2018 byly v Bezvěrově, na jehož území se vysílač nachází, slavnostně představeny největší sluneční hodiny na území České republiky a pravděpodobně i na světě. Stožár vysílače Krašov zde plní funkci gnómonu, tedy ukazatele těchto slunečních hodin, vybudovaných na pozemku poblíž vysílače.

## Galerie
V noci z 25. na 26. srpna 1968 vysílač vážně poškodila výbušninami i střelnými zbraněmi sovětská okupační armáda. Škoda na vysílači činila přibližně 75 milionů Kčs, což byla nejvyšší škoda, způsobená jednou akcí sovětských vojsk v roce 1968.

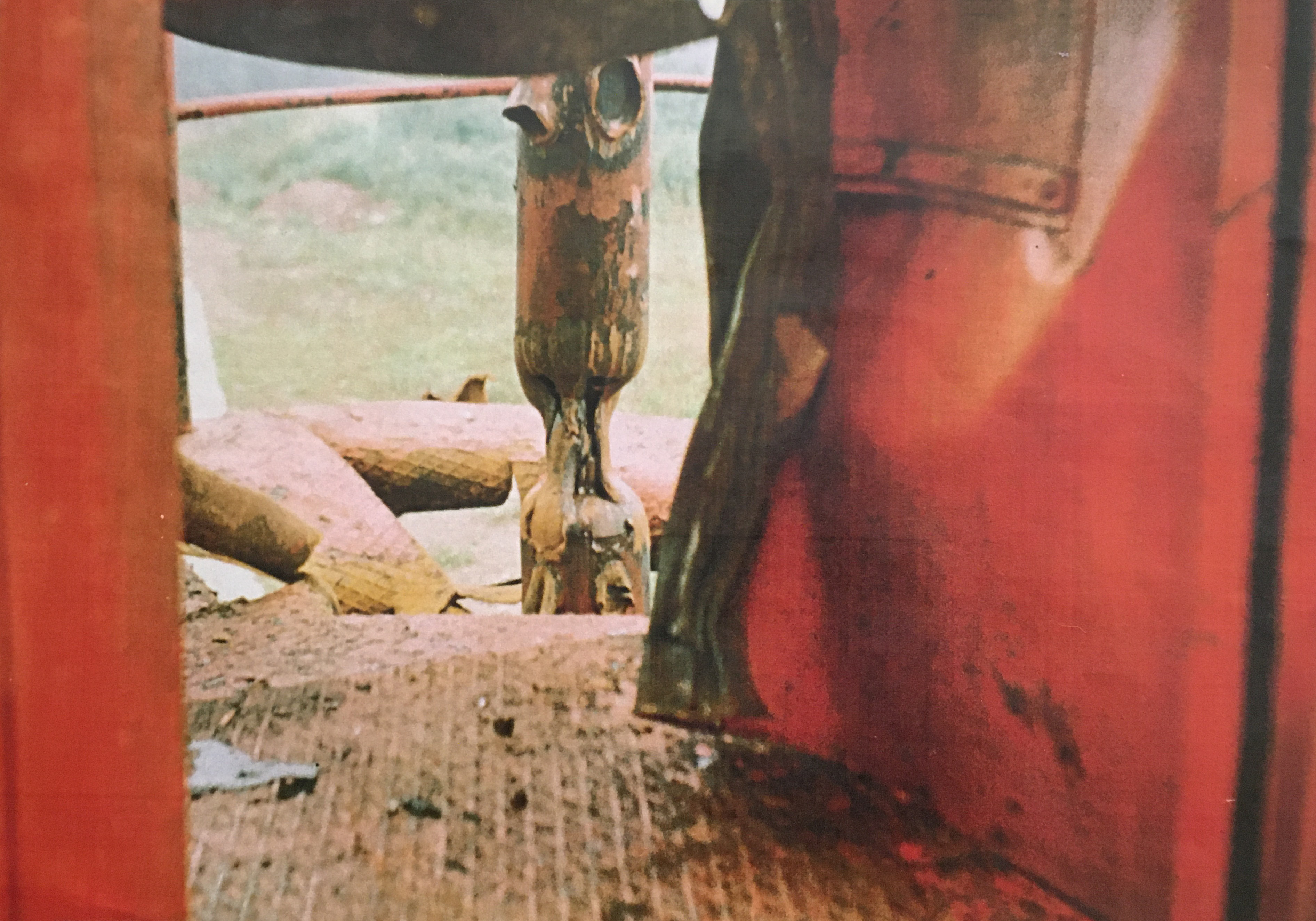
Výbuchem poškozený nárožník stožáru; nohu poškodila bleskovice, kterou připevnili sovětští vojáci. Stožár stál na třech nohách. Nárožník byl nejprve nejprve provizorně a později definitivně pracovníky Škoda Plzeň. Po opravě stožáru byla zničená noha zachována jako květináč na schodišti vedoucím do provozu vysílače.
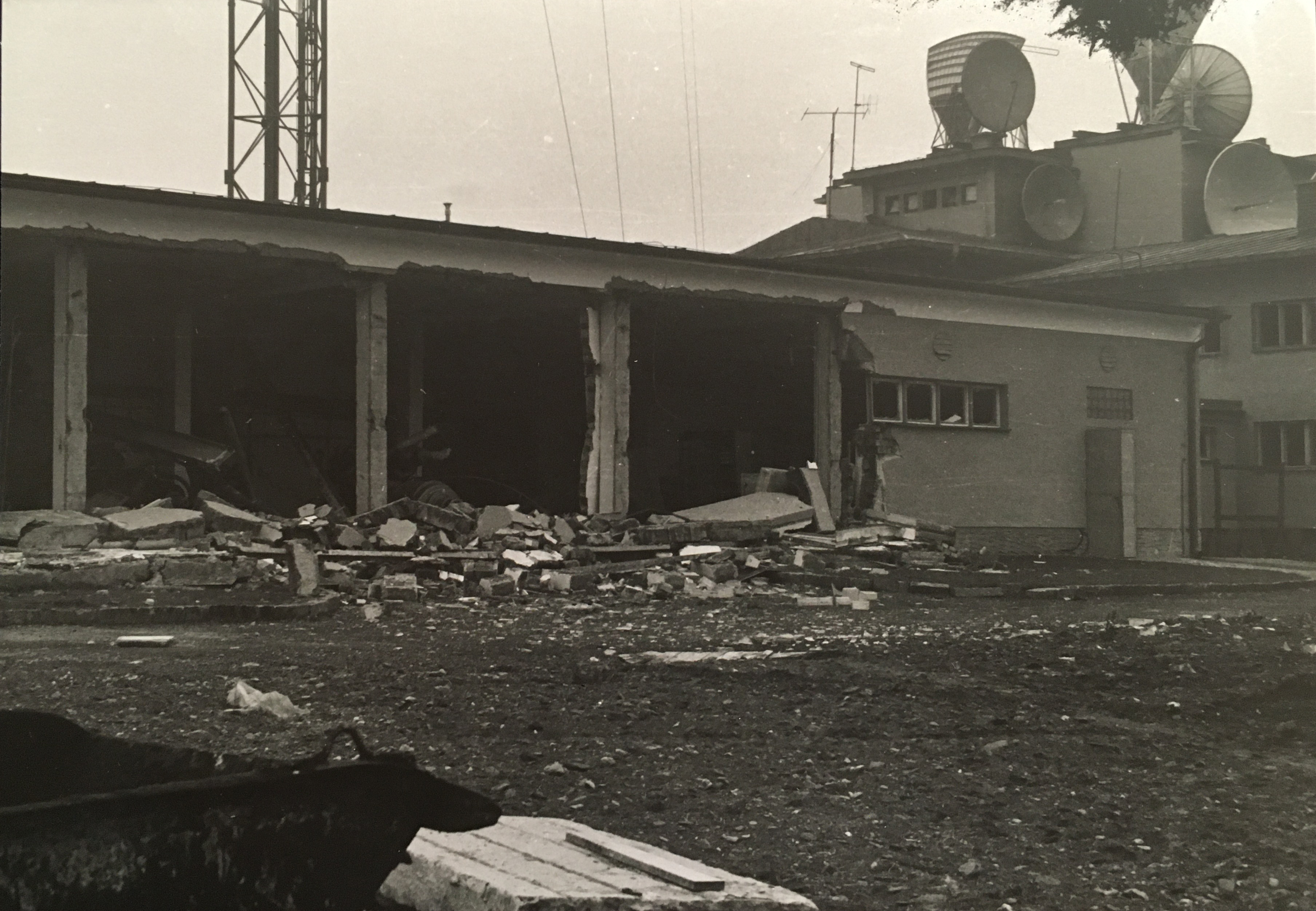
Budova energetického přístavku zničená okupačními vojsky Varšavské smlouvy. Vlevo stožár vysílače, vpravo parabolické antény radioreleových spojů.
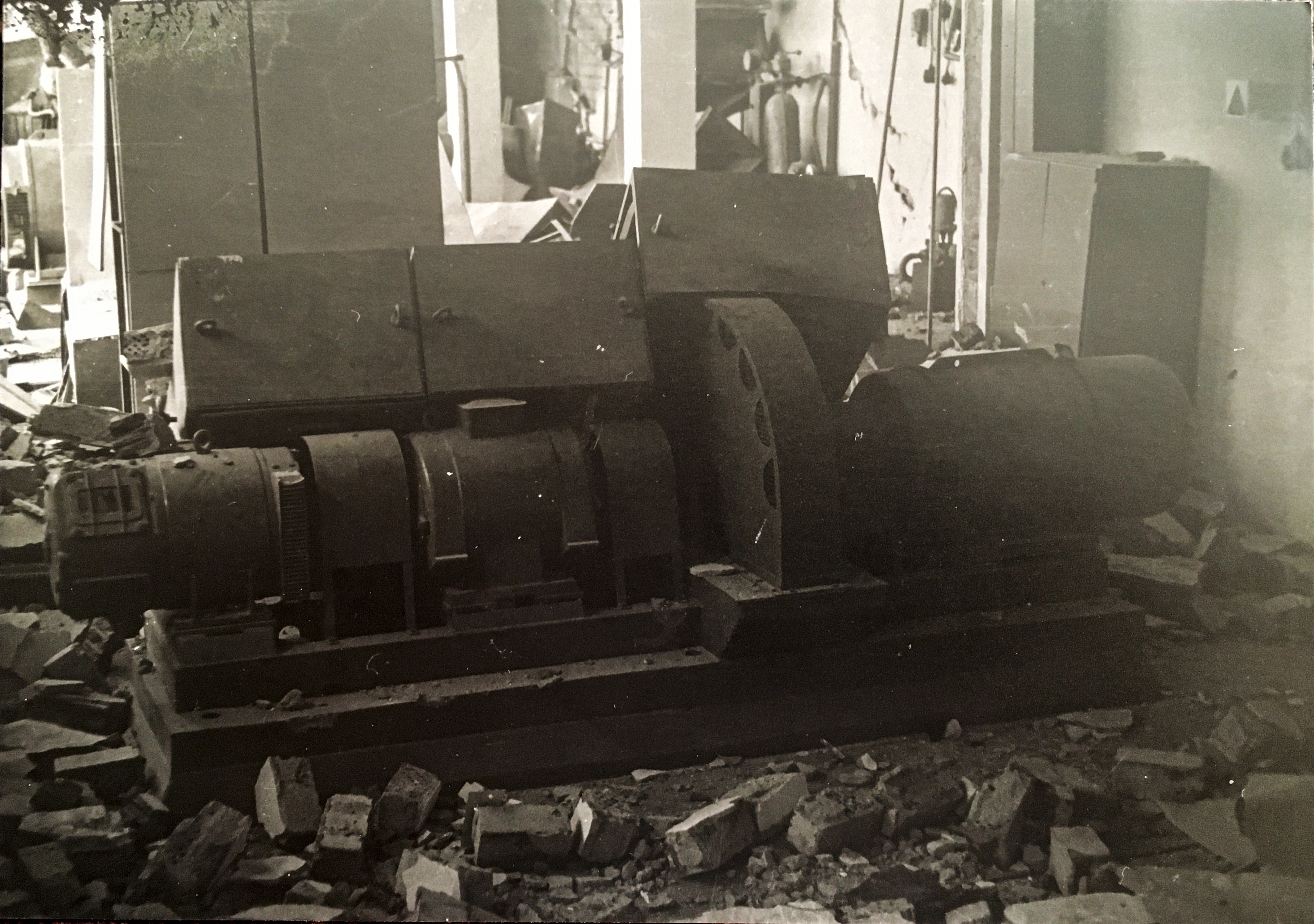
Budova energetického přístavku zničená okupačními vojsky
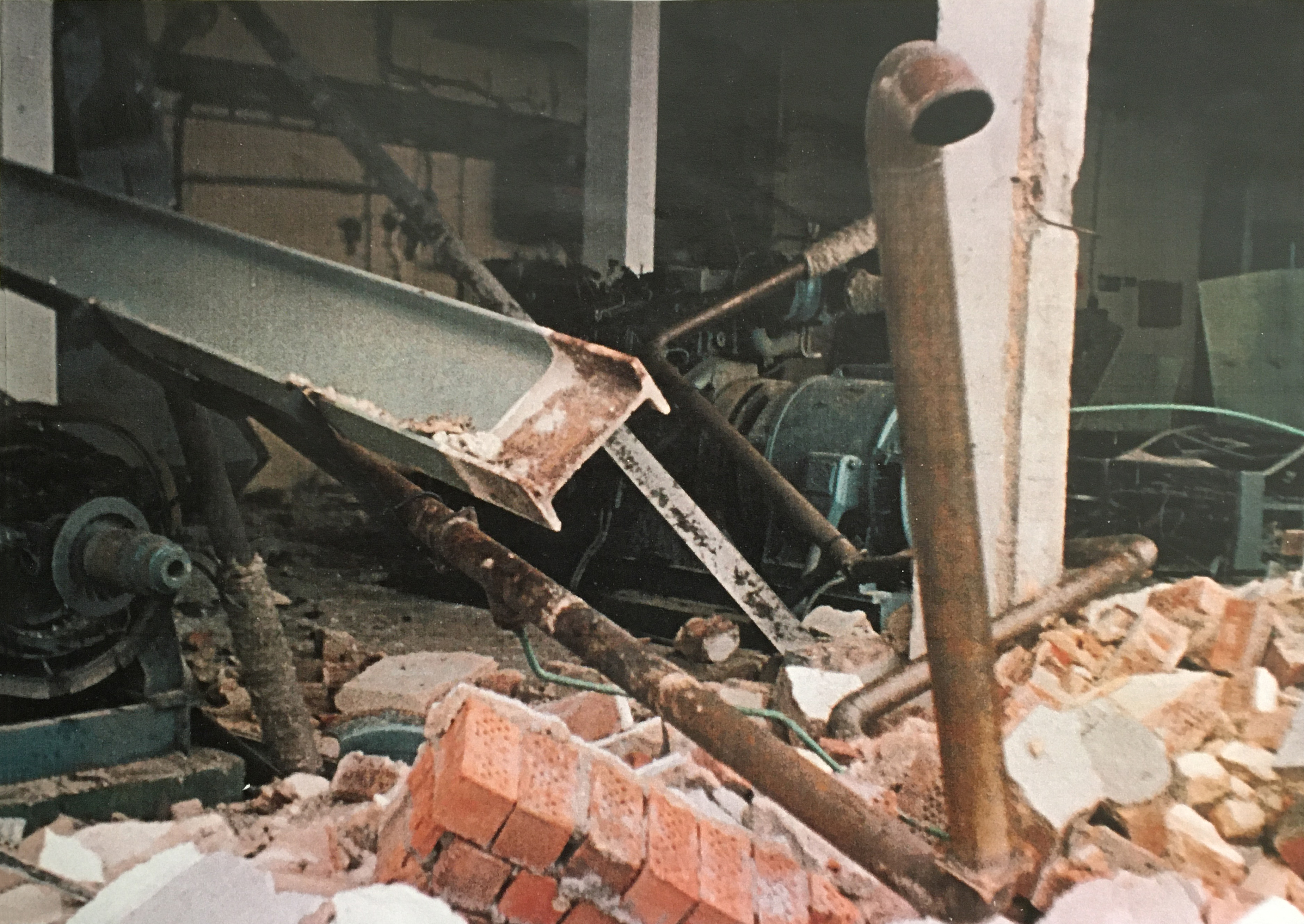
Budova energetického přístavku zničená okupačními vojsky
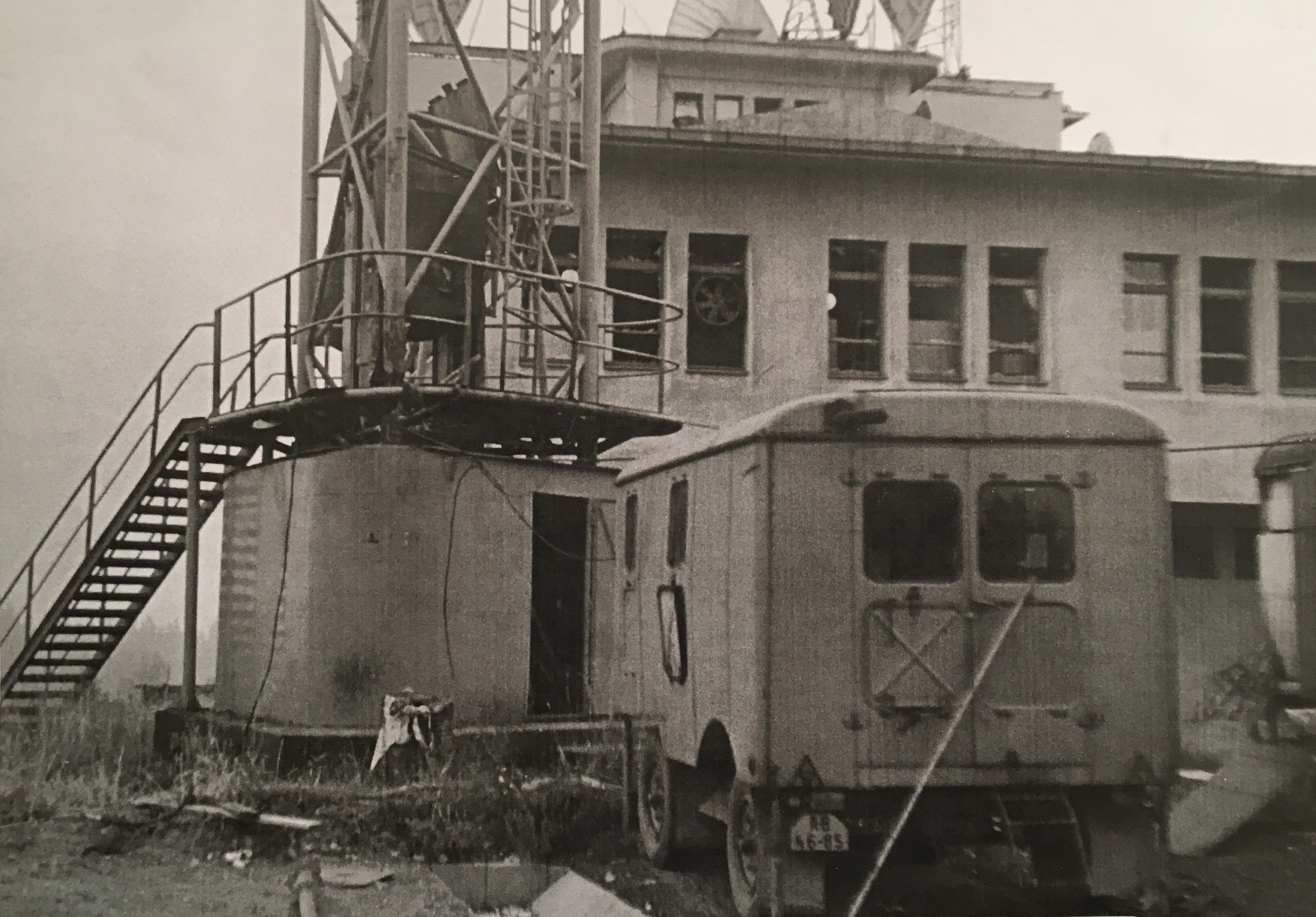
Zničená okna vysílacího sálu a maringotky po výbuchu, vlevo stožár vysílače.
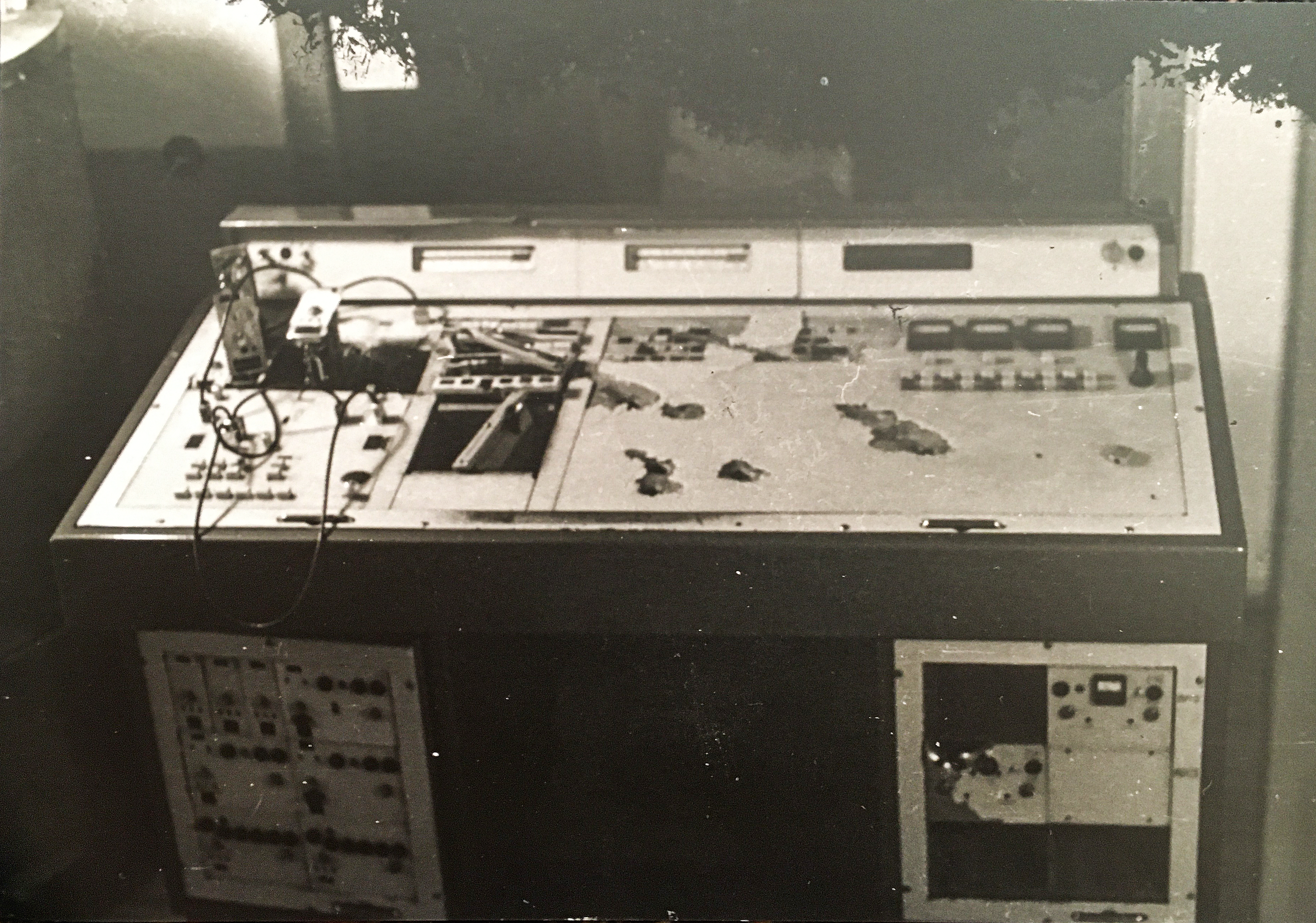
Vysílací sál, zdemolovaný kontrolní a ovládácí pult VKV vysílačů (rozhlasových vysílačů Československo 1 a Československo 2) Terčem se stala každá svítící kontrolka nebo pohybující se ručička měřicího přístroje.
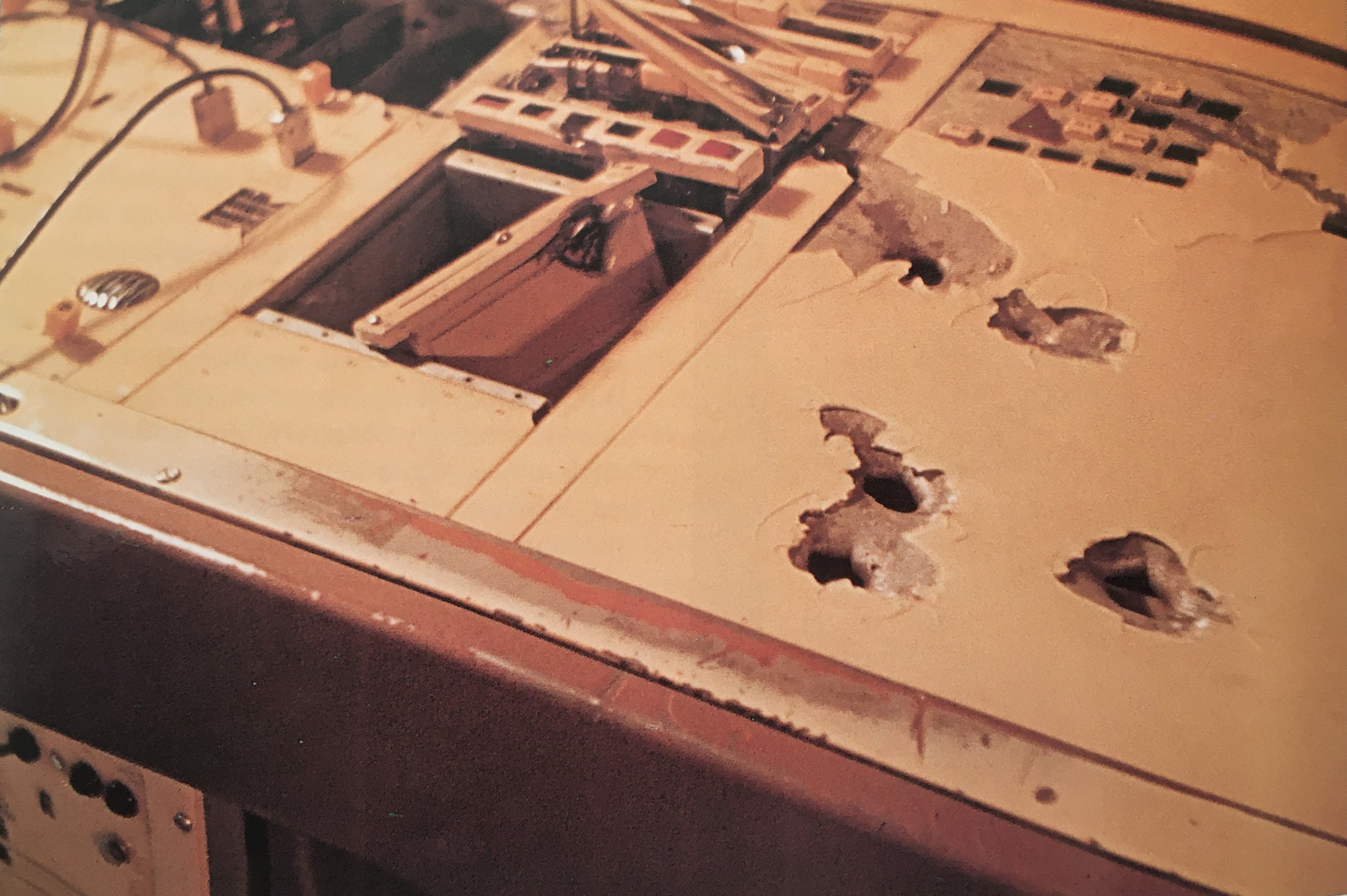
Vysílací sál, detail s viditelnými zásahy střel ze samopalu.

## Nejbližší vysílače
Nejbližší významné vysílače a vzdálenost k nim:
| Růžice kompasu |                   | Klínovec 45,4 km | Buková hora 111 km | Růžice kompasu |
| Růžice kompasu | Zelená hora 50 km | Sever            | Cukrák 91,6 km     | Růžice kompasu |
| Růžice kompasu | Zelená hora 50 km | Západ · Východ   | Cukrák 91,6 km     | Růžice kompasu |
| Růžice kompasu | Zelená hora 50 km | Jih              | Cukrák 91,6 km     | Růžice kompasu |
| Růžice kompasu |                   | Kleť 152,7 km    |                    | Růžice kompasu |